# Micah Richards
Micah Lincoln Richards (* 24. Juni 1988 in Birmingham) ist ein ehemaliger englischer Fußballspieler. Er bestritt zehn Profijahre für Manchester City und spielte zuletzt bis 2019 bei Aston Villa in der Abwehr. Er konnte in der Innenverteidigung, als rechter Außenverteidiger oder im defensiven Mittelfeld eingesetzt werden.

## Karriere

### Verein
Als Kind spielte Richards für die Leeds City Boys. Schon früh wurden Scouts auf sein Talent aufmerksam. Im Alter von zwölf Jahren wechselte er dann schließlich zu Oldham Athletic. Nur ein Jahr später, 2001, wurde er zu Manchester City transferiert. Oldham sicherte sich dabei 20 % am Wiederverkauf des Verteidigers. Für die Citizens durchlief Richards bis 2005 die Nachwuchsmannschaften, ehe er im Sommer 2005 in den Profikader aufgenommen wurde. Am 22. Oktober gab er dann schließlich sein Debüt gegen Arsenal London, als er eingewechselt wurde. Zum ersten Mal über 90 Minuten auf dem Platz war er am 12. Februar 2006 gegen Charlton Athletic. Von da an erspielte er sich einen Stammplatz und wurde am Ende der Spielzeit zum „Besten jungen Spieler des Vereins der Saison 2005/06“ gewählt. Nachdem inzwischen auch andere Vereine Interesse an dem Youngster zeigten, unterzeichnete er am 25. Juli 2006 einen neuen Vier-Jahres-Vertrag bei Manchester. Guten Auftritten folgten immer bessere Leistungen. So wurde Richards im August 2007 zum „Spieler des Monats“ in der Premier League benannt. Während der Abwesenheit von Richard Dunne vertrat er ihn am 16. September 2007 zum ersten Mal als Spielführer seiner Mannschaft. Dadurch wurde er der jüngste Kapitän des Vereins und löste damit Steve Redmond ab. Im Februar 2008 wurde sein Vertrag vorzeitig bis Sommer 2013 verlängert. Kurz darauf verletzte sich der Abwehrspieler und war für die restliche Saison nicht mehr einsatzfähig. In der Qualifikation zum UEFA-Pokal am 17. Juli 2008 gab er sein Comeback über 90 Minuten. Beim Spiel gegen West Ham United im August desselben Jahres prallte Richards mit seinem Vereinskameraden Tal Ben Haim zusammen und war anschließend acht Minuten bewusstlos. Der Zusammenstoß war aber entgegen allen Eindrücken nicht gefährlich.
Am 1. September 2014 wechselte Richards bis zum Ende der Saison 2014/15 auf Leihbasis in die italienische Serie A zum AC Florenz.
Nach der Saison 2014/15 verließ er Manchester City ablösefrei und schloss sich Aston Villa an, wo er einen Vier-Jahres-Vertrag unterschrieb. Dort wurden ihm jedoch seine schweren Knieprobleme zum Verhängnis. Im Oktober 2016 bestritt er sein letztes Profispiel, bevor er gut drei Jahre später im Sommer 2019 das Ende seiner aktiven Laufbahn verkündete.

### Nationalmannschaft
Sein Debüt für die englische Nationalmannschaft gab er am 15. November 2006 gegen die Niederlande. Zu diesem Zeitpunkt absolvierte Richards erst 28 Pflichtspiele für sein Vereinsteam. Durch die Verletzung von Gary Neville rutschte der talentierte Verteidiger in die Startformation der Mannschaft. Dadurch löste er Rio Ferdinand als jüngsten eingesetzten Abwehrspieler in der Nationalmannschaft ab. Sein erster Treffer gelang ihm am 8. September 2007 beim Qualifikationsspiel zur Euro 2008 gegen Israel.

## Sonstiges
- Seit dem 7. August 2023 existiert ein Podcast „The Rest Is Football“ zusammen mit Gary Lineker und Alan Shearer.
- Auf der Homepage des British Broadcasting Corporation (BBC) besitzt Richards seine eigene Kolumne, in der er über sein Leben als Fußballer berichtet.[6]
- 2006 warfen Richards und sein Teamkollege Anton Ferdinand im U-21-Länderspiel gegen Deutschland dem Deutschen Aaron Hunt rassistische Beleidigungen vor.[7]
- Im Juli 2009 wurde bekannt, dass sich Richards bei einem Aufenthalt auf der Insel Zypern mit dem H1N1-Virus, der sog. Schweinegrippe, infiziert hat.[8]

## Erfolge
- FA-Cup-Sieger: 2010/11
- Englischer Meister: 2012, 2014
- FA-Community-Shield-Sieger: 2012